# Campeonato Pernambucano Série A2 2021
In 2021 werd de 28ste editie van het Campeonato Pernambucano Série A2 gespeeld voor voetbalclubs uit de Braziliaanse staat Pernambuco. De competitie werd georganiseerd door de FPF en werd gespeeld van 4 september tot 14 november. Caruaru City werd kampioen. 

## Eerste fase

### Groep A
| Plaats | Club                  | Wed. | W | G | V | Saldo | Ptn. |
| ------ | --------------------- | ---- | - | - | - | ----- | ---- |
| 1.     | América do Recife     | 6    | 3 | 2 | 1 | 8:4   | 11   |
| 2.     | Íbis                  | 6    | 3 | 2 | 1 | 7:3   | 11   |
| 3.     | Ipojuca               | 6    | 3 | 2 | 1 | 6:3   | 11   |
| 4.     | Atlético Pernambucano | 6    | 2 | 2 | 2 | 7:5   | 8    |
| 5.     | Ferroviário do Cabo   | 6    | 2 | 2 | 2 | 7:5   | 8    |
| 6.     | Centro Limoeirense    | 6    | 2 | 1 | 3 | 7:6   | 7    |
| 7.     | Cabense               | 6    | 0 | 1 | 5 | 4:20  | 1    |

|  | Gekwalificeerd voor tweede fase |

### Groep B
| Plaats | Club         | Wed. | W | G | V | Saldo | Ptn. |
| ------ | ------------ | ---- | - | - | - | ----- | ---- |
| 1.     | 1° de Maio   | 6    | 3 | 3 | 0 | 13:6  | 12   |
| 2.     | Ypiranga     | 6    | 3 | 2 | 1 | 11:3  | 11   |
| 3.     | Petrolina    | 6    | 3 | 2 | 1 | 12:5  | 11   |
| 4.     | Caruaru City | 6    | 3 | 2 | 1 | 10:3  | 11   |
| 5.     | Barreiros    | 6    | 3 | 1 | 2 | 9:4   | 10   |
| 6.     | Pesqueira    | 6    | 0 | 1 | 5 | 3:16  | 1    |
| 7.     | Serrano      | 6    | 0 | 1 | 5 | 2:23  | 1    |

## Tweede fase

### Groep C
| Plaats | Club              | Wed. | W | G | V | Saldo | Ptn. |
| ------ | ----------------- | ---- | - | - | - | ----- | ---- |
| 1.     | Caruaru City      | 3    | 1 | 2 | 0 | 4:3   | 5    |
| 2.     | América do Recife | 3    | 1 | 1 | 1 | 3:3   | 4    |
| 3.     | Ypiranga          | 3    | 0 | 3 | 0 | 2:2   | 3    |
| 4.     | Ipojuca           | 3    | 0 | 2 | 1 | 1:2   | 2    |

|  | Gekwalificeerd voor derde fase |

### Groep D
| Plaats | Club                  | Wed. | W | G | V | Saldo | Ptn. |
| ------ | --------------------- | ---- | - | - | - | ----- | ---- |
| 1.     | Petrolina             | 3    | 3 | 0 | 0 | 3:0   | 9    |
| 2.     | Atlético Pernambucano | 3    | 0 | 1 | 2 | 2:5   | 1    |
| 3.     | Íbis                  | 3    | 2 | 0 | 1 | 4:2   | 6    |
| 4.     | 1° de Maio            | 3    | 0 | 1 | 2 | 1:3   | 1    |

## Derde fase
| Plaats | Club              | Wed. | W | G | V | Saldo | Ptn. |
| ------ | ----------------- | ---- | - | - | - | ----- | ---- |
| 1.     | Caruaru City      | 3    | 1 | 2 | 0 | 3:1   | 5    |
| 2.     | Íbis              | 3    | 1 | 2 | 0 | 4:3   | 5    |
| 3.     | Petrolina         | 3    | 1 | 1 | 1 | 4:5   | 4    |
| 4.     | América do Recife | 3    | 0 | 1 | 2 | 1:3   | 1    |

|  | Promotie |

## Totaalstand
| Plaats | Club                  | Wed. | W | G | V | Saldo | Ptn. |
| ------ | --------------------- | ---- | - | - | - | ----- | ---- |
| 1.     | Caruaru City          | 12   | 5 | 6 | 1 | 19:9  | 21   |
| 2.     | Íbis                  | 12   | 6 | 4 | 2 | 15:8  | 22   |
| 3.     | Petrolina             | 12   | 7 | 3 | 2 | 17:8  | 24   |
| 4.     | América do Recife     | 12   | 4 | 4 | 4 | 12:10 | 16   |
| 5.     | Ypiranga              | 9    | 3 | 5 | 1 | 13:5  | 14   |
| 6.     | 1° de Maio            | 9    | 3 | 4 | 2 | 14:9  | 13   |
| 7.     | Ipojuca               | 9    | 3 | 4 | 2 | 7:5   | 13   |
| 8.     | Atlético Pernambucano | 9    | 2 | 3 | 4 | 9:10  | 9    |
| 9.     | Barreiros             | 6    | 3 | 1 | 2 | 9:4   | 10   |
| 10.    | Ferroviário do Cabo   | 6    | 2 | 2 | 2 | 7:5   | 8    |
| 11.    | Centro Limoeirense    | 6    | 2 | 1 | 3 | 7:6   | 7    |
| 12.    | Pesqueira             | 6    | 0 | 1 | 5 | 3:16  | 1    |
| 13.    | Cabense               | 6    | 0 | 1 | 5 | 4:20  | 1    |
| 14.    | Serrano               | 6    | 0 | 1 | 5 | 2:23  | 1    |

|  | Kampioen, promotie naar Série A1 2022     |
|  | vicekampioen, promotie naar Série A1 2022 |
|  | Uitgeschakeld in de derde fase            |
|  | Uitgeschakeld in de tweede fase           |
|  | Uitgeschakeld in de eerste fase           |

## Kampioen
| Campeonato Pernambucano de 2021 - Série A2 |
| Pernambuco                                 |
| ------------------------------------------ |
| Caruaru City Kampioen (1° titel)           |